# يو إف سي على إي إس بي إن: بلاهوفيتش ضد راكيتش
يو إف سي على إي إس بي إن: بلاهوفيتش ضد راكيتش (بالإنجليزية: UFC on ESPN: Błachowicz vs. Rakić)‏ هو حدث لفنون القتال المختلطة نظمته يو إف سي، أُقيم في 14 مايو 2022، على يو إف سي أبيكس في إنتربرايز، نيفادا، وهي جزء من منطقة لاس فيغاس الحضرية، الولايات المتحدة.